# 五面体
五面体（ごめんたい、pentahedron）は、5つの面からなる多面体。
トポロジー（頂点・辺・面の関係）には次の2種類がある。
- 3つの四角形と2つの三角形。辺の数は9、頂点の数は6。これはおおむね三角柱のような形状である。
  - とくに、2つの三角形が平行ならばその2面は少なくとも相似であることがいえ、そのうえでその2面が合同ではない場合は三角錐台、合同な場合は三角柱（斜柱を含む）になる。面が全て正多角形のものはアルキメデスの三角柱である。整ったものばかりではなく、平行な面や平行な辺、長さの等しい辺が全く存在しない場合もある。このように長さや角度に注目すれば細かく分類することも可能だが、構成要素（頂点・辺・面）の隣接関係のみにしか注目しないときには、今挙げたこれらは区別できず、ひっくるめて1種類と数えることになる。
- 1つの四角形と4つの三角形。辺の数は8、頂点の数は5。これは四角錐である。
  - とくに、四角形が凹な場合は凹立体が得られる。面が全て正多角形のものはジョンソンの立体としての正四角錐である。

複数のトポロジーがある最少の面数である。なお、これに対し四面体のトポロジーは1種類しかなく、六面体のトポロジーは10種類にまで増える。

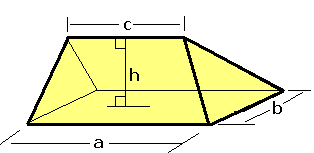
Wedge
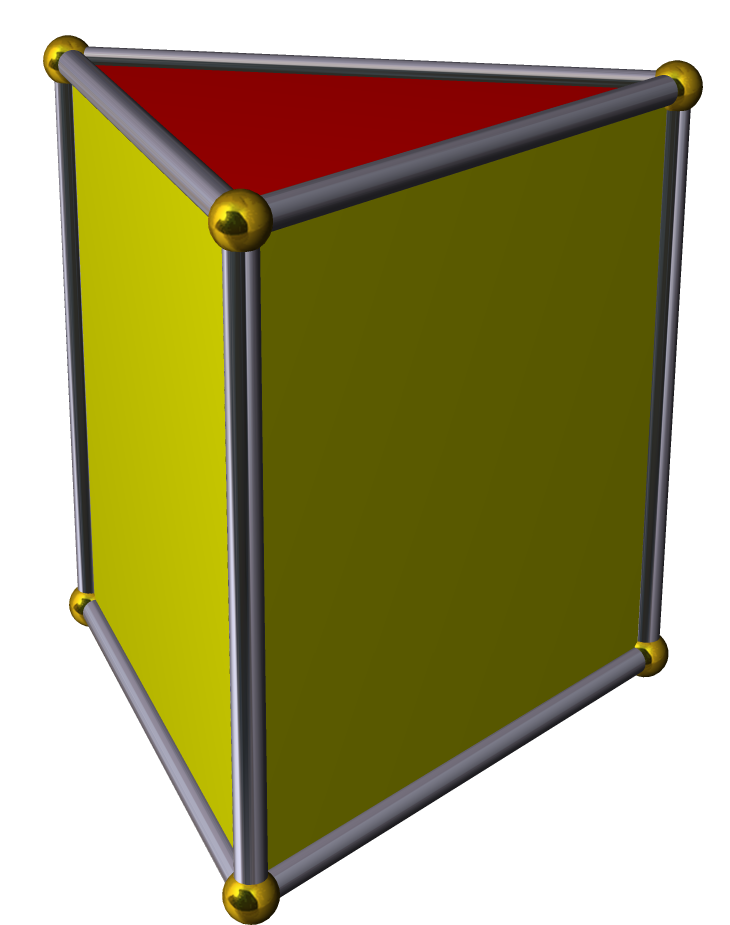
三角柱
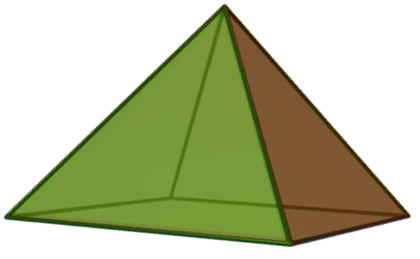
四角錐